# 28. Arany Málna-gála
A 28. Arany Málna-gálán (Razzies) – egyfajta ellen-Oscar-díjként – az amerikai filmipar 2007. évi legrosszabb filmjeit, illetve azok alkotóit díjazták tizenegy kategóriában. A „győztesek” kihirdetésére 2008. február 23-án, a 80. Oscar-gála előtti napon került sor a santa monicai Magicopolis Abracadabra Színházában. Az értékelésben az USA 44 államában és 18 külföldi országban élő 750 filmkedvelő, kritikus, újságíró és filmes szaktekintély G.R.A.F.-tag  vett részt.
A jelöléseket 2008. január 21-én jelentették be. A kilenc alap- és a kettéválasztott legrosszabb remake, koppintás vagy folytatás kategórián felül különdíjat ítéltek oda annak az alkotásnak, amely „a legrosszabb ürügy horrorfilmre”.
A legtöbb, összesen 9 kategóriában nevezett film a Tudom, ki ölt meg (I Know Who Killed Me) című sorozatgyilkosos thriller volt, amit két filmvígjáték, a Férj és férj (I Now Pronounce You Chuck and Larry), valamint a Norbit követett 8-8 nevezéssel. A díjkiosztó „győztese” a Tudom, ki ölt meg volt: 8 Arany Málnájával új rekordot állított be, maga mögé utasítva az addigi „első helyezett” Showgirls (1996) és a Háború a Földön (2001) című alkotásokat. Szintén rekordot döntve Eddie Murphyt öt személyes díjra is jelölték, amit főleg a Norbit című filmben több szereplő megszemélyesítésével érdemelt ki. Végül három díjat kapott, mindegyik általa játszott szereplőért egyet. Lindsay Lohant ugyancsak három díjjal jutalmazták a Tudom, ki ölt meg-beli kettős szerepéért.

## Díjazottak és jelöltek
| „Győztes” |

| Kategória                               | „Győztesek” és jelöltek |
| --------------------------------------- | --- |
| Legrosszabb film                        | Tudom, ki ölt meg, producer: Frank Mancuso Jr. és David Grace (Sony/TriStar)                                                                               |
| Legrosszabb film                        | Bratz – Talpra, csajok!, producer: Isaac Larian, Avi Arad és Steven Paul (Lions Gate)                                                                      |
| Legrosszabb film                        | Férj és férj, producer: Adam Sandler, Jack Giarraputo és Tom Shadyac (Universal)                                                                           |
| Legrosszabb film                        | Norbit, producer: John Davis, Eddie Murphy és Mike Tollin (DreamWorks)                                                                                     |
| Legrosszabb film                        | Oviapu 2., producer: William Sherak és Jason Shuman (Sony/TriStar/Revolution)                                                                              |
| Legrosszabb remake vagy koppintás       | Tudom, ki ölt meg, producer: Frank Mancuso Jr. és David Grace (Sony/TriStar) – A Motel, a Fűrész és The Patty Duke Show filmekből                          |
| Legrosszabb remake vagy koppintás       | Bazi nagy film, producer: Paul Schiff (20th Century Fox) – „lenyúlása minden filmnek, amit lenyúl”                                                         |
| Legrosszabb remake vagy koppintás       | Bratz – Talpra, csajok!, producer: Isaac Larian, Avi Arad és Steven Paul (Lions Gate) – „lenyúlás, akárhonnan is”                                          |
| Legrosszabb remake vagy koppintás       | Tor-túra 2., producer: Ted Hartley, Ice Cube, Matt Alvarez és Todd Garner (Sony/Columbia/Revolution) – „a Mr. Blandings Builds His Dream House koppintása” |
| Legrosszabb remake vagy koppintás       | Who's Your Caddy?, producer: Christopher Eberts, Tracey Edmonds, Kia Jam és Arnold Rifkin (Metro-Goldwyn-Mayer/Dimension) – „a Golfőrültek koppintása”     |
| Legrosszabb előzményfilm vagy folytatás | Oviapu 2., producer: William Sherak és Jason Shuman (Sony/TriStar/Revolution)                                                                              |
| Legrosszabb előzményfilm vagy folytatás | Aliens vs. Predator – A Halál a Ragadozó ellen 2., producer: John Davis, David Giler és Walter Hill (20th Century Fox)                                     |
| Legrosszabb előzményfilm vagy folytatás | Evan, a minden6ó, producer: Tom Shadyac, Gary Barber, Roger Birnbaum, Neal H. Moritz és Michael Bostick (Universal)                                        |
| Legrosszabb előzményfilm vagy folytatás | Hannibal ébredése, producer: Dino De Laurentiis, Martha De Laurentiis és Tarak Ben Ammar (The Weinstein Company)                                           |
| Legrosszabb előzményfilm vagy folytatás | Motel 2., producer: Scott Spiegel, Boaz Yakin és Mike Fleiss (Lions Gate)                                                                                  |
| Legrosszabb férfi főszereplő            | Eddie Murphy – Norbit (Norbit szerepéért) |
| Legrosszabb férfi főszereplő            | Nicolas Cage – A szellemlovas, A nemzet aranya: Titkok könyve és Next – A holnap a múlté                                                                   |
| Legrosszabb férfi főszereplő            | Jim Carrey – A 23-as szám |
| Legrosszabb férfi főszereplő            | Cuba Gooding Jr. – Oviapu 2. és Norbit |
| Legrosszabb férfi főszereplő            | Adam Sandler – Férj és férj |
| Legrosszabb női főszereplő              | Lindsay Lohan – Tudom, ki ölt meg (Aubrey szerepében) megosztva Lindsay Lohannel – Tudom, ki ölt meg (Dakota szerepében)                                   |
| Legrosszabb női főszereplő              | Jessica Alba – A Fantasztikus Négyes és az Ezüst Utazó, A kabalapasi és Éberség                                                                            |
| Legrosszabb női főszereplő              | Logan Browning, Janel Parrish, Nathalia Ramos és Skyler Shaye – Bratz – Talpra, csajok!                                                                    |
| Legrosszabb női főszereplő              | Elisha Cuthbert – Captivity |
| Legrosszabb női főszereplő              | Diane Keaton – Férjhez mész, mert azt mondtam |
| Legrosszabb férfi mellékszereplő        | Eddie Murphy – Norbit (Mr. Wong szerepében) |
| Legrosszabb férfi mellékszereplő        | Orlando Bloom – A Karib-tenger kalózai: A világ végén |
| Legrosszabb férfi mellékszereplő        | Kevin James – Férj és férj |
| Legrosszabb férfi mellékszereplő        | Rob Schneider – Férj és férj |
| Legrosszabb férfi mellékszereplő        | Jon Voight –A nemzet aranya: Titkok könyve, Bratz – Talpra, csajok!, September Dawn és Transformers                                                        |
| Legrosszabb női mellékszereplő          | Eddie Murphy – Norbit (Rasputia szerepében) |
| Legrosszabb női mellékszereplő          | Jessica Biel – Férj és férj és Next – A holnap a múlté |
| Legrosszabb női mellékszereplő          | Carmen Electra – Bazi nagy film |
| Legrosszabb női mellékszereplő          | Julia Ormond – Tudom, ki ölt meg |
| Legrosszabb női mellékszereplő          | Nicollette Sheridan – Fedőneve: Takarító |
| Legrosszabb filmes páros                | Lindsay Lohan és Lindsay Lohan („a saját jangjának jinjeként”) – Tudom, ki ölt meg                                                                         |
| Legrosszabb filmes páros                | Jessica Alba és Hayden Christensen (Éberség), Dane Cook (A kabalapasi) vagy Ioan Gruffudd (A Fantasztikus Négyes és az Ezüst Utazó)                        |
| Legrosszabb filmes páros                | „A film bármelyik két totálisan üresfejű szereplője” – Bratz – Talpra, csajok!                                                                             |
| Legrosszabb filmes páros                | Eddie Murphy (mint Norbit) és Eddie Murphy (mint Mr. Wong) vagy Eddie Murphy (mint Rasputia) – Norbit                                                      |
| Legrosszabb filmes páros                | Adam Sandler és Kevin James vagy Jessica Biel – Férj és férj                                                                                               |
| Legrosszabb rendező                     | Chris Sivertson – Tudom, ki ölt meg |
| Legrosszabb rendező                     | Dennis Dugan – Férj és férj |
| Legrosszabb rendező                     | Roland Joffé – Captivity |
| Legrosszabb rendező                     | Brian Robbins – Norbit |
| Legrosszabb rendező                     | Fred Savage – Oviapu 2.. |
| Legrosszabb forgatókönyv                | Tudom, ki ölt meg, forgatókönyv: Jeffrey Hammond |
| Legrosszabb forgatókönyv                | Bazi nagy film, forgatókönyv: Jason Friedberg és Aaron Seltzer                                                                                             |
| Legrosszabb forgatókönyv                | Férj és férj, forgatókönyv: Barry Fanaro, Alexander Payne és Jim Taylor)                                                                                   |
| Legrosszabb forgatókönyv                | Norbit, forgatókönyv: Eddie Murphy, Charlie Murphy, Jay Sherick és David Ronn                                                                              |
| Legrosszabb forgatókönyv                | Oviapu 2.., forgatókönyv: Geoff Rodkey, David J. Stem és David N. Weiss                                                                                    |
| A legrosszabb ürügy horrorfilmre        | Tudom, ki ölt meg, producer: Frank Mancuso Jr. és David Grace (Sony/TriStar)                                                                               |
| A legrosszabb ürügy horrorfilmre        | Aliens vs. Predator – A Halál a Ragadozó ellen 2., producer: John Davis, David Giler és Walter Hill (20th Century Fox)                                     |
| A legrosszabb ürügy horrorfilmre        | Captivity, producer: Mark Damon, Courtney Solomon, Gary Mehlman, Szergej Konov és Leonyid Minkovszkij (Lions Gate)                                         |
| A legrosszabb ürügy horrorfilmre        | Hannibal ébredése, producer: Dino De Laurentiis, Martha De Laurentiis és Tarak Ben Ammar (The Weinstein Company)                                           |
| A legrosszabb ürügy horrorfilmre        | Motel 2., producer: Scott Spiegel, Boaz Yakin és Mike Fleiss (Lions Gate)                                                                                  |

## A kategóriákban előforduló filmek
| Jelölés | Díj | Magyar cím                                        | Eredeti cím                               |
| ------- | --- | ------------------------------------------------- | ----------------------------------------- |
| 9       | 8   | Tudom, ki ölt meg                                 | I Know Who Killed Me                      |
| 8       | 3   | Norbit                                            | Norbit                                    |
| 8       | 0   | Férj és férj                                      | I Now Pronounce You Chuck and Larry       |
| 5       | 1   | Oviapu 2.                                         | Daddy Day Camp                            |
| 5       | 0   | Bratz – Talpra, csajok!                           | Bratz                                     |
| 3       | 0   | Bazi nagy film                                    | Epic Movie                                |
| 3       | 0   | –––                                               | Captivity                                 |
| 2       | 0   | A Fantasztikus Négyes és az Ezüst Utazó           | Fantastic Four: Rise of the Silver Surfer |
| 2       | 0   | A kabalapasi                                      | Good Luck Chuck                           |
| 2       | 0   | A nemzet aranya: Titkok könyve                    | National Treasure: Book of Secrets        |
| 2       | 0   | Aliens vs. Predator – A Halál a Ragadozó ellen 2. | Aliens vs. Predator: Requiem              |
| 2       | 0   | Éberség                                           | Awake                                     |
| 2       | 0   | Hannibal ébredése                                 | Hannibal Rising                           |
| 2       | 0   | Motel 2.                                          | Hostel: Part II                           |
| 2       | 0   | Next – A holnap a múlté                           | Next                                      |
| 1       | 0   | A 23-as szám                                      | The Number 23                             |
| 1       | 0   | A Karib-tenger kalózai: A világ végén             | Pirates of the Caribbean: At World's End  |
| 1       | 0   | A szellemlovas                                    | Ghost Rider                               |
| 1       | 0   | Evan, a minden6ó                                  | Evan Almighty                             |
| 1       | 0   | Fedőneve: Takarító                                | Code Name: The Cleaner                    |
| 1       | 0   | Férjhez mész, mert azt mondtam                    | Because I Said So                         |
| 1       | 0   | –––                                               | September Dawn                            |
| 1       | 0   | Tor-túra 2.                                       | Are We Done Yet?                          |
| 1       | 0   | Transformers                                      | Transformers                              |
| 1       | 0   | –––                                               | Who's Your Caddy?                         |